# 의미 기억
의미 기억(semantic memory)은 경험이 배제된 단순한 지식적인 기억이다.
명시적 기억(explicit memory)의 일종이다.
의미 기억은 인간이 평생 동안 축적해 온 일반적인 세계 지식을 의미한다. 이 일반 지식(단어 의미, 개념, 사실 및 아이디어)은 경험과 얽혀 있고 문화에 의존한다. 우리는 과거에 배운 지식을 적용하여 새로운 개념에 대해 배울 수 있다.
의미 기억은 일화 기억(episodic memory)과 구별되는데, 일화 기억(episodic memory)은 우리의 삶에서 발생하는 경험과 특정 사건에 대한 기억으로, 주어진 시점에서 재창조할 수 있다. 예를 들어, 의미 기억은 고양이가 무엇인지에 대한 정보를 포함할 수 있는 반면, 일화 기억은 특정 고양이를 쓰다듬는 특정 기억을 포함할 수 있다.
의미 기억과 일화 기억은 둘 다 명시적 기억(또는 선언적 기억)의 유형이다. 즉, 의식적으로 회상하고 "선언"할 수 있는 사실이나 사건에 대한 기억이다. 선언적 또는 명시적 기억에 대응하는 것은 비선언적 기억 또는 암시적 기억이다.